# Мадам Павутина
Мада́м Павути́на (англ. Madame Web), справжнє ім'я Касса́ндра Вебб (англ. Cassandra Webb) — вигаданий персонаж коміксів видавництва Marvel Comics. Створена письменником Денні О'Нілом і художником Джоном Ромітою-молодшим. Уперше з'являється у випуску The Amazing Spider-Man № 210, опублікованому в листопаді 1980 року. Загалом Павутина є другорядним персонажем в серії коміксів про Людину-павука, де вона постає як літня жінка з міастенією, що підключена до системи життєзабезпечення, яка нагадує павутину. Окрім того, Вебб є бабусею Шарлотти Віттер, четвертої Жінки-павука.
Мадам Павутина — мутант, який володіє силами ясновидіння і прекогніції. Під час своєї першої появи, використовуючи свої здібності, вона допомагає Людині-павуку знайти жертву викрадення. У сюжетній лінії «Grim Hunt» Ана Кравінова та її мати викрадають і згодом вбивають Павутину, проте та перед смертю встигає передати свою здатність передбачати майбутнє разом із сліпотою Джулії Карпентер, яка стає наступною Мадам Павутиною. Пізніше Бен Рейлі повертає Кассандру Вебб до життя, створивши її клон, але згодом вона все одно добровільно помирає, відмовившись від необхідних для життя ліків.
Мадам Павутина або персонажі натхненні нею також з'являються в мультсеріалах, фільмах і відеоіграх, пов'язаних із Людиною-павуком. У мультфільмі «Людина-павук: Крізь Всесвіт» 2023 року акторка Рейчел Драч озвучує персонажа К. Вебер, а у фільмі «Мадам Павутина» 2024 року Дакота Джонсон грає роль безпосередньо Кассандри Вебб.
2017 року портал Screen Rant розташував Мадам Павутину на 12 місці в своєму рейтингу «Всіх членів родини Людини-павука».

## Вигадана біографія
Кассандра Вебб народилася в Сейлемі, штат Орегон. Сліпа від народження, вона розвинула в собі здібності телепатії, ясновидіння і передпізнання. Це дозволяє їй працювати в ролі професійного медіума. Пізніше Вебб також була паралізована через міастенію, після чого вона має бути постійно під'єднаною до системи життєзабезпечення, яка складається з низки трубок у формі павутини. Розробником цієї системи був її чоловік Джонатан Вебб.
Вперше Людина-павук звертається до Мадам Павутини, щоб з її підтримкою знайти злодіїв, які вчинили напад на видавництво газети Daily Globe. Використавши свої здібності, Павутина допомагає супергерою, але пізніше також зізнається, що розгадала його таємну особистість.
У сюжеті «Nothing Can Stop the Juggernaut!» Мадам Павутина звертається до Людини-павука по допомогу, коли Блек Том Кессіді відправляє Джаггернаута, аби той схопив її. Кессіді сподівається, що її здібності медіума допоможуть йому перемогти Людей Ікс. В результаті викрадення Павутина ледь не загинула, коли Джаггернаут від'єднав її від системи життєзабезпечення. Зрештою Людині-павуку вдається зупинити лиходія, але Мадам Павутина через серйозне потрясіння свого організму більше не пам'ятає, ким Людина-павук є насправді.
Одного разу Кассандра Вебб бере участь у таємничому ритуалі, в результаті якого отримує силу безсмертя. Після цього вона служить в ролі своєрідного наставника для третьої Жінки-павука, юної Метті Франклін. Також Вебб є бабусею Шарлотти Віттер, четвертої Жінки-павука.
Мадам Павутина з'являється у випуску The Amazing Spider-Man № 600. Ана Кравінова та її мати Саша викрадають Кассандру, щоб скористатися її здібностями в своєму «полюванні на павуків». У фіналі сюжетної лінії Саша перерізає Кассандрі горло, оскільки вважає, що та весь час брехала їй та не казала всіє правди. Перед смертю Кассандра передає свої здібності та сліпоту Джулії Карпентер, яка стає новою Мадам Павутиною.
У сюжетній лінії «Dead No More: The Clone Conspiracy» Бен Рейлі (Шакал) воскрешає Кассандру Вебб, давши їй нове клоноване тіло. Після цього вона працює на нього в компанії New U Technologies, як і головний герой коміксу Проулер. Використовуючи свої здібності, Кассандра допомагає Проулеру запобігти пограбуванню банку, а також дає йому підказку, де шукати хакера, який нещодавно атакував їхню компанію. Проулеру вдається знайти схованку хакера, проте він дізнається, що насправді ним була Джулія Карпентер. Тим часом клон Електро йде до Кассандри Вебб і, піддавши її тортурам, змушує розказати, де зараз Проулер. Пізніше Джулія прокрадається в New U Technologies, де знаходить напівпритомну Кассандру. Та відмовляється приймати ліки, необхідні для життєдіяльності подібних їй клонів, та помирає. Перед смертю вона розкриває місцезнаходження Шакала і каже Джулії врятувати Проулера.

## Характеристика
Мадам Павутина ― мутант, який володіє здібностями медіума. Вона може використовувати телепатію, щоб читати думки інших, та здатна бачити майбутнє. Також Мадам Павутина вміє проєктувати свою астральну форму окремо від фізичного тіла.
Довгий час Мадам Павутина страждала від міастенії, захворювання нервово-м'язових тканин. Через це вона залишилася інвалідом і повністю залежала від зовнішніх засобів життєзабезпечення, а саме крісла, схожого на павутину, яке задовольняло всі потреби її організму. Однак через деякий час вона змогла вилікуватись від хвороби, тому це перестало бути необхідністю. Також Мадам Павутина сліпа і повністю покладається на свої надздібності, щоб це компенсувати.

## Альтернативні версії
- Мадам Павутина ненадовго з'являється в фентезійному світі коміксу Avataars: Covenant of the Shield в ролі «Павутинної Вдови». Це богиня-павук, яка наділяє Вебсвінгера, місцевого аналога Людини-павука, його суперсилами[20].
- Кассандра Вебб з'являється в сюжетній лінії «House of M» як терапевт, який колись працював в агентстві «Щ.И.Т.»[21].
- У всесвіті Marvel Comics 2 Мадам Павутина помирає, але її репутація надихає пророчих послідовників на створення храму на її честь[22].
- Мадам Павутина з'являється в коміксі Ultimate Spider-Man. У випуску № 102 вона є частиною команди психологів, яка прагне перезаписати спогади створеної ЦРУ Жінки-павука[23].

## Поза коміксами

### Телебачення
Мадам Павутина з'являється у мультсеріалі «Людина-павук», де її озвучує Джоан Лі, дружина Стена Лі. Тут її персонаж є союзником всемогутньої сутності на ім'я Потойбічний. Протягом третього сезону Павутина виступає в ролі наставника Людини-павука, випробовуючи його перед майбутньою битвою. Коли в кінці серіалу Людина-павук з командою своїх аналогів з інших всесвітів перемагає головного антагоніста Карнажа, Павутина обіцяє допомогти герою знайти його дівчину Мері Джейн, яка до того трагічно загинула.
Втілення Мадам Павутини у вигляді Джулії Карпентер з'являється в мультсеріалі «Людина-павук. Щоденник супергероя», де її озвучує акторка Крі Саммер.

### Кіно
У мультфільмі «Людина-павук: Крізь Всесвіт» (2023) є персонаж на ім'я К. Вебер, яка працює консультантом в школі Майлза Моралеса. Її озвучує акторка Рейчел Драч.
У вересні 2019 року компанія Sony заявила, що на основі персонажа Мадам Павутина розробляється однойменний фільм, сценаристами якого є Берк Шарплесс та Метт Сазама. Дія фільму має розгортатися у всесвіті Людини-павука від Sony. У лютому 2022 року стало відомо, що Дакота Джонсон зіграє головну героїню Кессі Веб (Мадам Павутину). У квітні 2022 року було оголошено, що фільм вийде в прокат 7 липня 2023 року, проте потім прем'єру перенесли на 16 лютого 2024 року. Сюжет стрічки натхненний історією «The Book of Ezekiel» 2004 року. За сценарієм, Кессі намагається захистити трьох дівчат із великим майбутнім (Джулію Карпентер, Метті Франклін і Аню Коразон) від Єзекіла Сімса.

### Відеоігри
Персонаж Мадам Павутина з'являється у відеогрі 1985 року Questprobe featuring Spider-Man.